# Amt Kaltennordheim
Das Amt Kaltennordheim war eine territoriale Verwaltungseinheit der Grafschaft Henneberg. Nach dem Aussterben der Grafen von Henneberg-Schleusingen 1583 kam das Amt unter gemeinsame Verwaltung der albertinischen und ernestinischen Wettiner. Durch Aufteilung der Grafschaft Henneberg im Jahr 1660 wurde das Amt Kaltennordheim dem Herzogtum Sachsen-Weimar zugeteilt. Es kam 1662 zu Sachsen-Eisenach und 1741 zum Herzogtum Sachsen-Weimar-Eisenach, welches 1815 zum Großherzogtum Sachsen-Weimar-Eisenach wurde.
Bis zur Verwaltungs- und Gebietsreform des Großherzogtums Sachsen-Weimar-Eisenach im Jahr 1850 und der damit verbundenen Auflösung bildete es als Amt den räumlichen Bezugspunkt für die Einforderung landesherrlicher Abgaben und Frondienste, für Polizei, Rechtsprechung und Heeresfolge.

## Geographische Lage
Das Gebiet des Amts Kaltennordheim lag im Tal der oberen Felda, welche oberhalb von Reichenhausen entspringt. Das Gebiet gehört zur thüringischen Rhön (Vordere Rhön). Höchster Berg im Amtsgebiet ist mit 815,5 m ü. NHN der Schnitzersberg des Ellenbogens (813 m). Während seiner Zugehörigkeit zum Großherzogtum Sachsen-Weimar-Eisenach bildete das Amt den südlichsten Teil des Eisenacher Oberlandes.
Das Amtsgebiet liegt heute im Südwesten des Freistaats Thüringen. Während der Nordteil mit Kaltennordheim heute im Wartburgkreis liegt, gehört der Südteil des Amts mit Kaltensundheim heute zum Landkreis Schmalkalden-Meiningen.

## Angrenzende Verwaltungseinheiten
| Herrschaft Tann                  | Amt Fischberg (fuldisches Lehen der Grafschaft Henneberg, nach 1583 zeitweise zu Sachsen-Eisenach) | Amt Sand (Grafschaft Henneberg, nach 1680 zu Sachsen-Meiningen)        |
| Amt Hilders (Hochstift Würzburg) | Kompassrose, die auf Nachbargemeinden zeigt                                                        | Amt Maßfeld (Grafschaft Henneberg, nach 1680 zu Sachsen-Meiningen)     |
|                                  | Amt Fladungen (Hochstift Würzburg, zeitweise Lehen der Grafen von Henneberg-Römhild)               | Melpers (zum Amt Lichtenberg, nach 1555 zeitweise zu Sachsen-Eisenach) |

Während der Zugehörigkeit des Gerichts Kaltensundheim zum Amt Lichtenberg grenzte das Amt Kaltennordheim im Süden an dieses.

## Geschichte

### Vorgeschichte
Zu Beginn der Besiedelung lagen die Orte des späteren Amts Kaltennordheim im Gau Tullifeld. Die Orte des Gebiets wurden erstmals in Schenkungsurkunden an das Kloster Fulda erwähnt, so Kaltennordheim im Jahr 795, Kaltensundheim, Kaltenwestheim und Mittelsdorf im Jahre 812.

### Verwaltung durch die Grafen von Neidhartshausen
In Kaltensundheim befand sich der Verwaltungsmittelpunkt eines mittelalterlichen Zentgerichts (Cent), zu dem die Orte Kaltennordheim, Kaltensundheim, Kaltenwestheim, Reichenhausen, Erbenhausen, Oberweid und Unterweid gehörten. Die Cent Kaltensundheim befand sich in einer Grenzregion des Ostfrankenreiches, die militärisch durch einen Markgrafen verwaltet wurde, dessen Burg sich im nördlich der Cent gelegenen Ort Neidhartshausen (Nithardishusen) befand. Die dort ansässigen Grafen von Nithardishusen waren vermutlich mit den Grafen von Henneberg verwandt, welche nach deren Aussterben um 1268 den Grundbesitz erbten.

### Zugehörigkeit zur Grafschaft Henneberg
Die Gerichtsbarkeit über die Cent Kaltensundheim übten nach dem Aussterben der Grafen von Neidhartshausen die Grafen von Henneberg und das Stift Fulda gemeinschaftlich aus. 1332 kaufte Graf Berthold VII. von Henneberg-Schleusingen († 1340) den fuldaischen Anteil, sodass die Henneberger nun alleinige Gerichtsherren waren. 1320/23 gingen die zum Kloster Neuenberg bei Fulda gehörenden Orte Seeba und Bettenhausen, die südwestlich der Zent lagen, in den Besitz der Grafen von Henneberg-Schleusingen über und wurden der Verwaltung des benachbarten Gerichts Friedelshausen angegliedert, gerichtlich gehörten sie aber zur Cent Kaltensundheim.
1334 wurde das erste Mal ein Vogteiamt Kaltennordheim erwähnt, das den Ort mit dem umliegenden Gebiet umfasste. Graf Johann I. von Henneberg-Schleusingen († 1359), der nach dem Tod seines Bruders Heinrich VIII. das Amt Kaltennordheim durch Erbteilung mit seiner Schwägerin Jutta von Brandenburg 1347 erhielt, versetzte es mit Roßdorf, Seeba, Bettenhausen (alle drei zum Amt Sand gehörig) und Barchfeld im Jahre 1350 dem Stift Fulda. Die Wiedereinlösung geschah erst durch Graf Wilhelm II. von Henneberg-Schleusingen († 1426) im Jahre 1419.
Das 1350 erstmals erwähnte hennebergische Schloss Merlinsburg samt dem Dorf Kaltennordheim besaß eine Zeit lang die Familie von Buchenau, von der es Graf Wilhelm II. (III.) von Henneberg-Schleusingen († 1444) im Jahre 1438 wieder einlöste. Nach dem Unfalltod Wilhelms II. im Jahr 1444 machte sein jüngerer Bruder Heinrich XI. (VIII.) von Henneberg-Schleusingen („der Unruhige“; † 1475) gegen seine unmündigen Neffen Besitzansprüche auf die Grafschaft Henneberg mit bewaffneten Auseinandersetzungen geltend.
In die dadurch entstanden Unruhen wurden auch benachbarte Fürsten einbezogen. Wahrscheinlich hatten bei dieser Gelegenheit Herzog Wilhelm III. von Weimar und Markgraf Albrecht III. von Brandenburg die Stadt Kaltennordheim mit dem Schloss Merlinsburg und das dazugehörige Amt Kaltennordheim in ihre Hände bekommen, denn sie verpfändeten 1448 die Besitzung an Hermann von Schwarzenberg und von Saunsheim. Aber schon im nächsten Jahr musste das Schloss mit dem Ort an den Grafen Heinrich XI. von Henneberg übergeben werden. Obwohl die Erbansprüche Graf Heinrichs durch rechtliche Entscheidung zurückgewiesen wurden, gestand man ihm doch die Nutznießung und den Besitz des Amtes bis zu seinem Tode im Jahr 1475 zu.
1562 erhielt Kaltennordheim vom Graf Wilhelm von Henneberg das Stadtrecht verliehen. 1569 kamen durch einen Vergleich Frankenheim und Birx zum Amt Kaltennordheim.

### Gemeinsame Verwaltung unter den ernestinischen und albertinischen Wettinern
Mit dem Tod des Grafen Georg Ernst von Henneberg-Schleusingen im Jahr 1583 erlosch das einst mächtige Henneberger Grafenhaus. Der mit den ernestinischen Wettinern 1554 geschlossene Kahlaer Vertrag regelte die Erbfolge der einzelnen Landesteile. Da aber auch die albertinischen Wettiner gleichermaßen begründete Erbansprüche stellten, wurde die Grafschaft Henneberg mit ihren Ämtern zunächst gemeinsam ernestinisch und albertinisch mit Sitz in Meiningen verwaltet.
Die neuen Landesherren hoben 1601 die bestehenden Zentbezirke auf und veranlassten die Einrichtung eines Amtsgerichts in Kaltennordheim. 1615 wurde für Kaltennordheim ein besonderes Zentgrafenamt von dem von Kaltensundheim abgezweigt. Die bei Kaltensundheim verbleibenden Orte bildeten nun einen Gerichtssprengel, den man nach 1660 das „lichtenbergsche Hintergericht“ nannte, da er seitdem gerichtlich dem südlich gelegenen Amt Lichtenberg angegliedert wurde. Als die eigentliche Justiz an die Amtmänner zu Lichtenberg und Kaltennordheim übergegangen war, dauerte das Zentpetersgericht in Kaltensundheim zwar noch fort, aber war in höchst eingeschränkter Weise wie die Rügegerichte in anderen Gegenden nur für Feldfrevel zuständig.
Im Dreißigjährigen Krieg (1618–1648) war das Feldatal mehrfach von Durchzügen und Kampfhandlungen betroffen. Nach dem Einfall der in kaiserlichen Diensten stehenden Reiter Isolanis wurde die Merlinsburg und ein Großteil der Stadt Kaltennordheim eingenommen, eingeäschert und ausgeplündert. 1635 raffte die Pest den Großteil der verbliebenen Bevölkerung hinweg, es kam zu Hungersnöten. Nach dem Krieg wurden die Trümmer der Burganlage eingeebnet und nicht wieder aufgebaut. Die Verwaltung des Amts wurde nach Kaltennordheim verlegt.

### Aufteilung der Grafschaft nach 1660
Da sich die ernestinischen und albertinischen Landesherren weiterhin nicht über die Verwaltung ihrer Erbschaft einigen konnten, wurde die Grafschaft Henneberg 1660/61 aufgelöst. Die Aufteilung der Grafschaft wurde im Weimarer Vertrag (Sächsischer Teilungsvertrag), basierend auf dem Kahlaer Vertrag von 1554, geregelt. Das Amt Kaltennordheim wurde dem ernestinischen Anteil zugeschlagen und kam 1660 unter gemeinsame Verwaltung der Herzogtümer Sachsen-Weimar (1640–1672) und Sachsen-Gotha (1640–1680). Bereits 1661 teilten beide Herzogtümer ihren Besitz und das Amt Kaltennordheim kam zu Sachsen-Weimar, wobei der Gerichtssprengel Kaltensundheim als „lichtenbergsches Hintergericht“ dem südlich gelegenen Amt Lichtenberg angegliedert wurde.

### Zugehörigkeit zu den Herzogtümern Sachsen-Eisenach und Sachsen-Weimar-Eisenach (ab 1741)
1662 kam es jedoch zu einer erneuten Landesteilung des Herzogtums Sachsen-Weimar, bei der das Herzogtum Sachsen-Eisenach wieder als eigenständiges Fürstentum entstand. Das Amt Kaltennordheim und das bereits seit 1555 ernestinische Amt Lichtenberg gehörten bis 1741 zu Sachsen-Eisenach und seitdem zum vereinigten Herzogtum Sachsen-Weimar-Eisenach.
1764 wurde der Streit zwischen dem Haus Sachsen-Weimar-Eisenach und dem Kloster Fulda um den Besitzanspruch des nördlich angrenzenden Amts Fischberg/Dermbach durch den Fischberger Rezess beigelegt. Das Amt Fischberg wurde geteilt, wodurch die östlich der Felda gelegenen Orte Fischbach, Mebritz, Wiesenthal und Urnshausen zu Sachsen-Weimar-Eisenach kamen und seitdem mit dem Amt Kaltennordheim vereinigt wurden.
Die ritterschaftlichen Orte Aschenhausen und Roßdorf kamen mit Auflösung der Reichsritterschaft im Jahr 1803 in den gemeinschaftlichen Besitz der Herzogtümer Sachsen-Meiningen und Sachsen-Weimar-Eisenach, bis schließlich 1808 Aschenhausen in den alleinigen Besitz Sachsen-Weimar-Eisenachs und Roßdorf in den Sachsen-Meiningens fiel. Aschenhausen wurde dem Amt Kaltennordheim angegliedert.

### Zugehörigkeit zum Großherzogtum Sachsen-Weimar-Eisenach (ab 1815)
Durch die Auswirkungen des Wiener Kongresses wurde das Herzogtum 1815 zum Großherzogtum Sachsen-Weimar-Eisenach erhoben. Damit verbunden waren etliche Gebietszugewinne, unter anderem vom ehemaligen Kloster Fulda das restliche Amt Fischberg, dem die vier Orte Fischbach, Mebritz, Wiesenthal und Urnshausen wieder angegliedert wurden.
1816 wurden die Orte des Ostheimer (Lichtenberger) Hintergerichts mit Kaltensundheim wieder dem Justizamt Kaltennordheim zugeschlagen.
1849/50 erfolgte im Großherzogtum Sachsen-Weimar-Eisenach die Trennung der Rechtsprechung von der Verwaltung. Das Amt Kaltennordheim wurde mit anderen Ämtern der Rhön zum Verwaltungsbezirk Dermbach, der auch als IV. Verwaltungsbezirk bezeichnet wurde, mit Sitz in Dermbach zusammengelegt. Dieser umfasste den südlichen Teil des früheren Herzogtums Sachsen-Eisenach, der im 19. Jahrhundert auch als Eisenacher Oberland bezeichnet wurde. Das Amt Kaltennordheim wurde zum Justizamt, dem auch etliche Dörfer des benachbarten Justizamts Dermbach zugeteilt wurden. Im Jahre 1879 folgte die Umwandlung in ein Amtsgericht.

## Zugehörige Orte

### Orte des Amts Kaltennordheim
Städte
- Kaltennordheim (Northeim in pago Tullifeldon) mit der Merlinsburg

Marktflecken
- Kaltenwestheim (Vestheim in pago Tullifeldon)

Dörfer
- Erbenhausen (Rubenhus)
- Reichenhausen
- Mittelsdorf (Mitilesdorp)
- Oberweid (Weytaha)
- Unterweid
- Birx (kam 1569 zum Amt)
- Frankenheim (kam 1569 zum Amt)
- Aschenhausen (seit 1808)

Einzelgüter
- Anzenhof
- Rieden
- Rohnhof
- Sannhof

Wüstungen
- Grimmelbach
- Schalkenberg
- Wambach

### Orte, die als „Hintergericht“ zwischen 1660 und 1816 zum Amt Lichtenberg gehörten
Marktflecken
- Kaltensundheim (Sundheim in pago Tullifeldon)
- Helmershausen

Dörfer
- Gerthausen (Garrothusen)
- Schafhausen
- Wohlmuthausen
- Maßbach (sächs. Anteil bis 1802, Exklave südlich von Münnerstadt)

Einzelgüter
- Hof Gereuth
- Schloss Kohlhausen (bei Helmershausen, später wüst)
- Ober- und Unterweimarschmiede (bis Anfang des 19. Jahrhunderts)
- Zillbach (Exklave bei Dermbach), bestehend aus:
  - Die Große Zillbach, herrschaftliches Kammergut und später auch Siedlung
  - Die Kleine Zillbach, Forsthaus mit den Waldungen Zillbacher, Schwallunger und Wasunger Forst in den sachsen-meiningischen Ämtern Sand und Wasungen (drei Parzellen)

Wüstungen
- Pfaffenhausen
- Wombach

### Orte des Amts Fischbach, die zwischen 1764 und 1815 zum Amt Kaltennordheim gehörten
- Fischbach
- Mebritz
- Wiesenthal
- Urnshausen